# Vila de Rei
Vila de Rei ('vilɐ dɨ ʁɐi) è un comune portoghese di 3 354 abitanti situato nel distretto di Castelo Branco.

## Società

### Evoluzione demografica
| Popolazione di Vila de Rei (1801 – 2004) | Popolazione di Vila de Rei (1801 – 2004) | Popolazione di Vila de Rei (1801 – 2004) | Popolazione di Vila de Rei (1801 – 2004) | Popolazione di Vila de Rei (1801 – 2004) | Popolazione di Vila de Rei (1801 – 2004) | Popolazione di Vila de Rei (1801 – 2004) | Popolazione di Vila de Rei (1801 – 2004) | Popolazione di Vila de Rei (1801 – 2004) |
| ---------------------------------------- | ---------------------------------------- | ---------------------------------------- | ---------------------------------------- | ---------------------------------------- | ---------------------------------------- | ---------------------------------------- | ---------------------------------------- | ---------------------------------------- |
| 1801                                     | 1849                                     | 1900                                     | 1930                                     | 1960                                     | 1981                                     | 1991                                     | 2001                                     | 2004                                     |
| 3489                                     | 6742                                     | 6781                                     | 7399                                     | 7568                                     | 4654                                     | 3687                                     | 3354                                     | 3242                                     |

## Freguesias
- Fundada
- São João do Peso
- Vila de Rei